# 毛鴻賓 (清朝)
毛鴻賓（1806年—1868年），字翊云，号菊隐，山東历城（今屬濟南市）人，中國清朝官員。

## 生平
鴻賓為道光十八年（1838年）进士，選翰林院庶吉士，散館後授編修。歷遷御史、給事中。咸豐三年（1853年），在尚书孙瑞珍推薦下，受命返回原籍籌辦團練。四年（1854年），彈劾幫辦軍務大臣胜保罪狀。五年（1855年），被任命為湖北荆宜施道，调安襄郧荆道，歷任安徽按察使、江蘇布政使。
咸豐十一年（1861年），代理湖南巡撫，不久正式任職。任內圍剿進入湖南境內的太平軍石达开部，解会同、黔阳之围。同治元年（1862年），以“军报不实”彈劾贵州提督兼代理巡撫田兴恕，并派兵越境追剿進入貴州的太平軍，收復天柱等城。
同治二年（1863年），接替晏端書，擔任两广总督，同治四年（1865年），因事降一级调用，回籍。同治七年（1868年）卒。宣统初年，山东巡抚袁树勋上疏追論其功绩，得复原官，入祀乡贤祠。

## 延伸阅读
[在维基数据编辑]
 《清史稿·卷424》，出自趙爾巽《清史稿》